# تصحيح (علم أحياء)
استُخدم مصطلح التصحيح أو التدقيق (بالإنجليزية: Proofreading)‏ للإشارة إلى آليات تصحيح الأخطاء التي تظهر في عمليات خلوية مثل تضاعف الدنا، خصوصية الجهاز المناعي، تعرف الإنزيم على الركيزة والعديد من العمليات الأخرى التي تتطلب دقة محسنة. اقتُرحت عملية التصحيح لأول مرة بواسطة جون هوبفيلد وجاك نينيو، وهي عملية نشيطة غير متوازنة تستهلك الـATP لتحسين دقة العديد من التفاعلات الكيميائية الحيوية.
في البكتيريا، جميع بوليميرازات الدنا (3 ،2 ،1) لديها قدرة التصحيح، باستخدام نوكلياز خارجي 3’ → 5’. حين يتم التعرف على قاعدة غير صحيحة، يقوم بوليميراز الدنا بعكس اتجاهه بزوج قاعدي واحد ويستأصل القاعدة غير المطابقة، وبعد الاستئصال يمكن للبوليميراز إعادة إدراج القاعدة الصحيحة ويستمر التضاعف.
لدى حقيقيات النوى، لا يملك قدرة التصحيح سوى البوليميرازات التي تقوم بالإطالة ( دلتا وإبسيلون) (عبر نوكلياز خارجي ذو الاتجاه 3’ → 5’).
يحدث التصحيح كذلك في ترجمة الرنا الرسول والتخليق الحيوي للبروتين. في هذه الحالة، يتم في أحد الآليات تحرير أيّ أمينو أسيل الرنا الناقل خاطئ قبل تشكُّلِ الرابطة الببتيدية.
يحدِّد مدى التصحيح في تضاعف الدنا معدل التطفير، وهو متباين بين مختلف الأجناس. على سبيل المثال يُنتِجُ فقدان التصحيح بسبب طفرةٍ في جين بوليميراز الدنا إبسيلون ينتج نمطا جينيا شديد التطفر يحتوي أزيد من 100 طفرة في كل مليون قاعدة من الدنا في سرطانات القولون البشرية. مدى التصحيح في العمليات الجزيئية الأخرى يمكن أن يعتمد على حجم التجمع الفعال للأجناس وعدد الجينات المتأثرة بنفس آلية التصحيح.